# Luise Rinser
Luise Rinser (ur. 30 kwietnia 1911 w Landsberg am Lech, zm. 17 marca 2002 w Unterhaching) – niemiecka pisarka i krytyczka literacka.

## Życiorys
Rinser była absolwentką Uniwersytetu Ludwika i Maksymiliana w Monachium, gdzie ukończyła kierunki związane z pedagogiką i psychologią. Odmówiła wstąpienia do NSDAP. Była aresztowana w czasie II wojny światowej. Dzięki klęsce Niemiec uniknęła skazania na karę śmierci. Między 1954 a 1960 była żoną kompozytora Carla Orffa. W 1959 przeprowadziła się do Rzymu, w 1965 do Rocca di Papa. Później wróciła do Niemiec i zamieszkała na przedmieściu Monachium. W 1987 została laureatką Nagrody Heinricha Manna.

## Poglądy
Sympatyzowała z Kim Ir Senem. Popierała rozluźnienie prawa dotyczącego aborcji w Niemczech. Wypowiadała się przeciwko celibatowi księży. Zainteresowania filozofią i teologią popchnęły ją do odbycia podróży do Indii, gdzie spotkała się z dalajlamą.

## Polskie tłumaczenia
- Przygoda życia, tłum. Maria Kłos-Gwizdalska(inne języki), Warszawa, Pax, 1961
- Daniela, tłum. Maria Kłos-Gwizdalska, Warszawa, Pax, 1962 (wydanie oryginalne 1953)
- Radość doskonała, tłum. Maria Kłos-Gwizdalska, Warszawa, Pax, 1964 (wydanie oryginalne 1962)
- Ja, Tobiasz, tłum. Maria Kłos-Gwizdalska, Warszawa, Pax, 1968 (wydanie oryginalne 1966)
- Brat Ogień, tłum. Zygmunt Lichniak, Warszawa, Pax, 1978 (wydanie oryginalne 1975)
- Czarny osioł, tłum. Teresa Jętkiewicz, Warszawa, Pax, 1981 (wydanie oryginalne 1974) ISBN 83-211-0303-0
- Troje dzieci i gwiazda, tłum. Krzysztof Jachimczak(inne języki), Kraków, Znak, 1992 (wydanie oryginalne 1988) ISBN 83-7006-249-0